# 小郡郵便局 (山口県)
小郡郵便局（おごおりゆうびんきょく）は、山口県山口市にある郵便局。民営化前の分類では集配普通郵便局であった。

## 概要
住所：〒754-8799 山口県山口市小郡下郷609-2

### 分室
現在はなし。過去に存在した分室は以下のとおり。
- 山口県庁内分室 (55010A) - 山口県庁舎本館棟1階に設置。郵便・貯金関連業務のみ取り扱う。なお、2013年（平成25年）4月に廃止、代替として山口県庁内郵便局 (55387) が設置された。
- 山口市役所内分室 (55010B) - 2012年（平成24年）に廃止。

### 出張所（局外ATM）
民営化前は以下の場所に出張所としてATMを設置していた。現在も同じ場所にATMがあるが、管理はゆうちょ銀行広島支店となっている。
- サンパークあじす内出張所

## 沿革
- 1872年1月14日（明治4年12月5日） - 小郡郵便取扱所として開設[1]。
- 1875年（明治8年）1月1日 - 小郡郵便局（五等）となる。
- 1878年（明治11年） - 為替取扱を開始。
- 1880年（明治13年） - 貯金取扱を開始。
- 1896年（明治29年）3月26日 - 小郡郵便電信局となる。
- 1903年（明治36年）4月1日 - 通信官署官制の施行に伴い小郡郵便局となる。
- 1954年（昭和29年）3月 - 局舎新築落成。
- 1956年（昭和31年）10月1日 - 電話通話および和文電報受付事務の取扱を開始[2]。
- 1978年（昭和53年）2月 - 局舎新築落成。
- 1999年（平成11年） - 外国通貨の両替および旅行小切手の売買に関する業務取扱を開始。
- 2006年（平成18年）9月11日 - 秋穂郵便局（〒754-1199→〒754-1101）、阿知須郵便局（〒754-1299→〒754-1277）から集配業務を移管[3]。それに伴い、阿知須郵便局サンパークあじす内出張所（ATM）を当局の管轄に変更。
- 2007年（平成19年）
  - 7月30日 - 山口中央郵便局の県庁内分室および同局の市役所内分室を当局の所属に変更。
  - 10月1日 - 民営化に伴い、併設された郵便事業山口小郡支店に一部業務を移管。
- 2012年（平成24年）
  - 3月31日 - 山口市役所内分室を廃止[4]。
  - 10月1日 - 日本郵便株式会社の発足に伴い、郵便事業山口小郡支店を小郡郵便局に統合。
- 2013年（平成25年）4月1日 - 県庁内分室を廃止。代替として山口県庁内郵便局（局番号は55387）を設置[5]。

## 取扱内容
- 郵便、印紙、ゆうパック、内容証明
- 貯金、為替、振替、振込、国際送金、国債、投資信託
- 生命保険、バイク自賠責保険、自動車保険
- ゆうちょ銀行ATM
- 山口市内の一部地域（〒754-00xx、754-08xx、754-85xx、754-86xx、754-87xx、754-11xx、754-12xx）の集配業務
- ゆうゆう窓口

## 周辺
- 山口市役所小郡総合支所
- 小郡文化資料館

## アクセス
- JR新山口駅から徒歩約17分、もしくはJR周防下郷駅から徒歩約12分
- 中国自動車道 小郡ICから南へ約2.5km、山陽自動車道 山口南ICから北西へ約6km
- 国道9号沿い
- 駐車場あり：15台